# طبرجا
طبرجا هي قرية لبنانية من قرى قضاء كسروان في محافظة جبل لبنان.اغلب سكانها ينتمون إلى الطائفة المارونية.

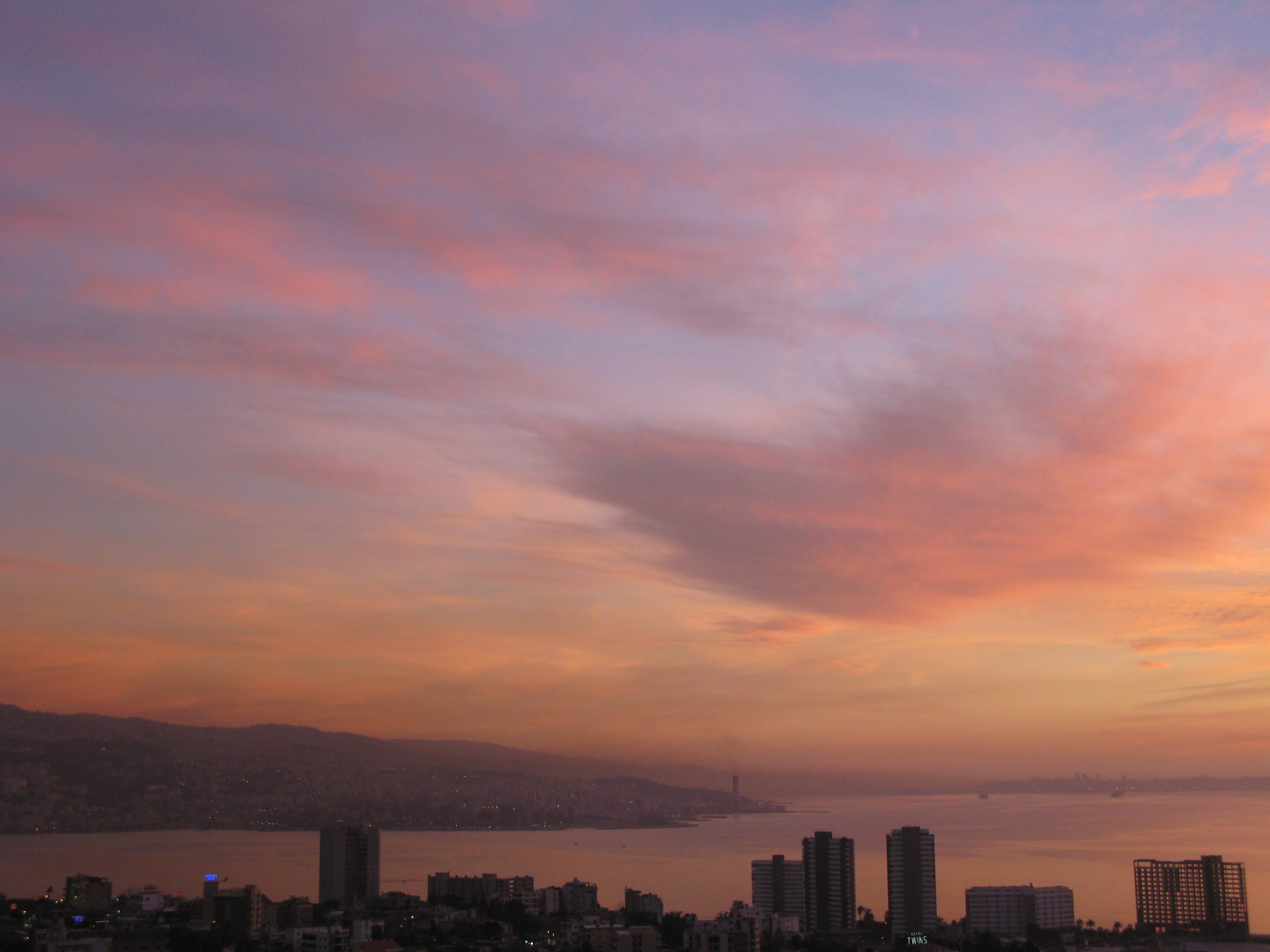
غرب شمس قرية طبرجا في لبنان

## طالع
- شاطيء طبرجا